# Rite de Schroeder
Le Rite de Schroeder a été créé par Friedrich Ludwig Schroeder (1744-1816).

## Historique

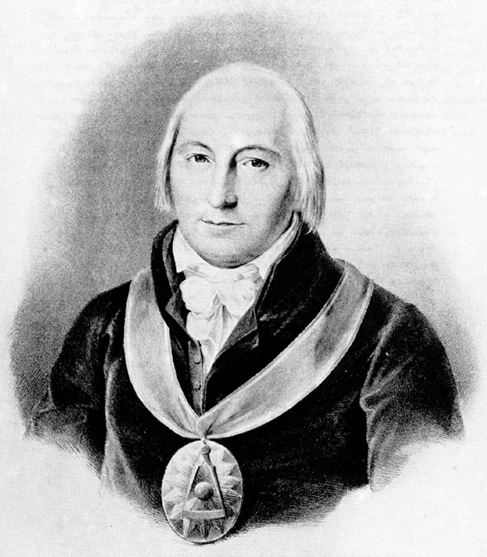
Friedrich Ludwig Schroeder

Ce rite en trois grades (apprenti, compagnon et maître), élaboré par Schroeder en réaction à la prolifération des hauts grades au sein de la loge de Hambourg Emanuel zur Maienblume
, dans laquelle il avait été initié en 1774 et dont il était devenu le vénérable maître en 1787, fut adopté en 1811 par la Grande Loge provinciale de Hambourg, dont Schroeder était devenu le grand maître. Ce rite connut du succès et fut adopté avec le temps par d'autres loges et grandes loges allemandes.
Il est pratiqué par la Grande Loge des anciens maçons libres et acceptés d'Allemagne (AFAM), par la Grande Loge d'Autriche, la Grande Loge de Croatie, la Grande Loge tchèque, la Grande loge symbolique de Hongrie,  au Danemark, en Lettonie et en Lituanie, en Serbie et au Montenegro, en Slovénie; en allemand par les quatre loges germanophones de la Suisse alémanique du Grand Orient de Suisse, à la Grande Loge suisse Alpina en allemand par quelques loges germanophones de la Suisse alémanique et en français par une loge francophone de la Suisse romande cette dernière y ayant toutefois apporté quelques modifications mineures dérivées du Rite écossais rectifié, 
Le rite créé par Friedrich Ludwig Schroeder ne doit pas être confondu avec celui institué par Friedrich Joseph Wilhelm Schroeder pour un chapitre fondé en 1766 à Marbourg de « Vrais et Anciens Maçons Rose-Croix ». Ce rite d'inspiration néo-rosicrucienne et alchimique aurait perduré jusqu'au milieu du XIXe siècle dans deux loges de Hambourg.